# Place du Marché-Neuf (Strasbourg)
Pour les articles homonymes, voir Place du Marché-Neuf.
La place du Marché-Neuf (en alsacien : Nejer Märik) est une place de Strasbourg rattachée administrativement au quartier Centre.

## Localisation
Elle est située entre l'église du Temple-Neuf et la cathédrale. Deux passages couverts permettent d'accéder, l'un à la place du Temple-Neuf, l'autre à la rue des Orfèvres. Par la ruelle Sainte-Marguerite, longtemps fermée par une porte, on rejoint la rue des Grandes-Arcades.
Plantée de grands arbres, entourée de plusieurs boutiques et dotée d'un parking payant, elle se trouve dans le Carré d'Or, le cœur commercial de Strasbourg.

Passages.
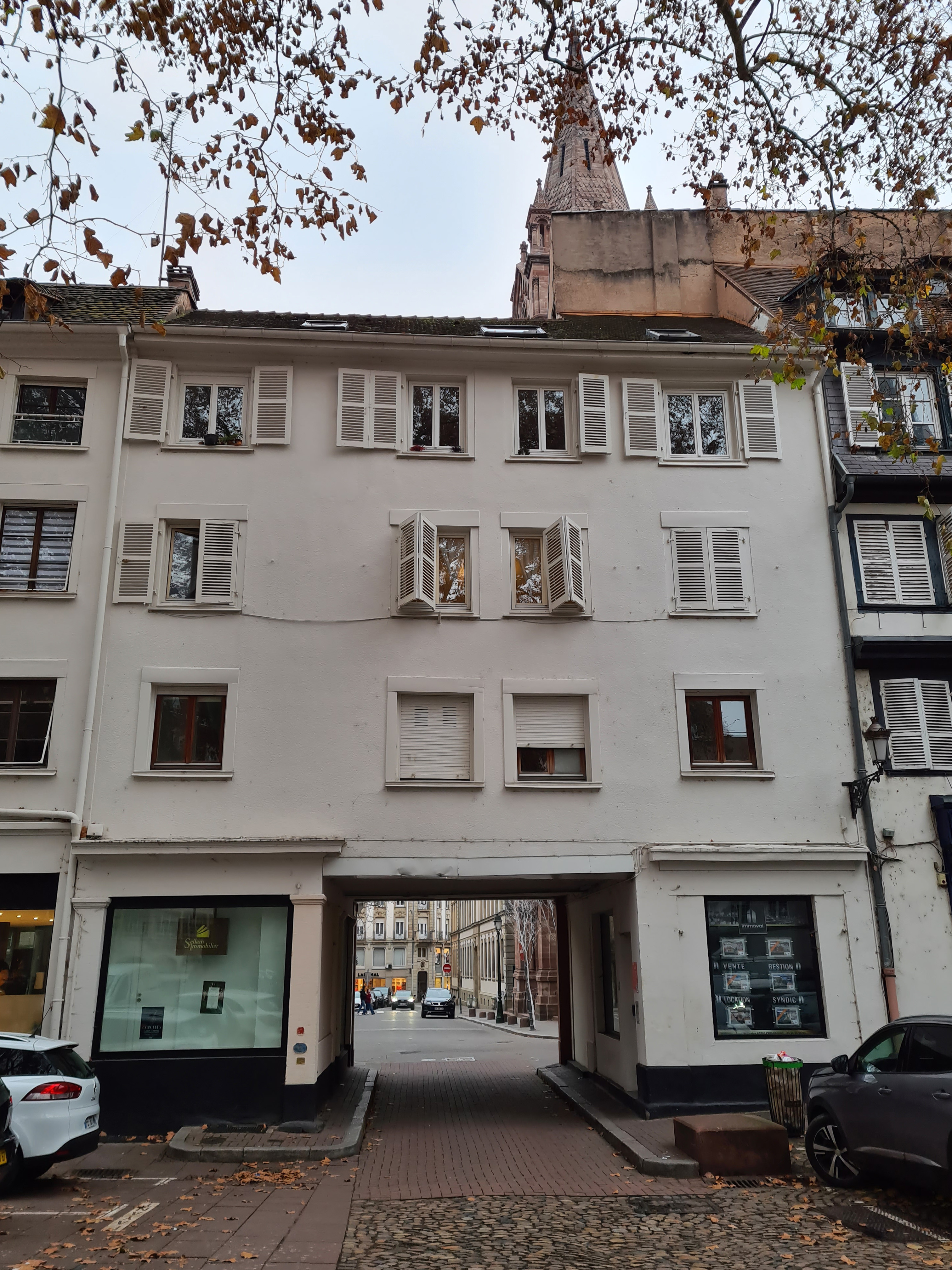
Vers la place du Temple-Neuf.
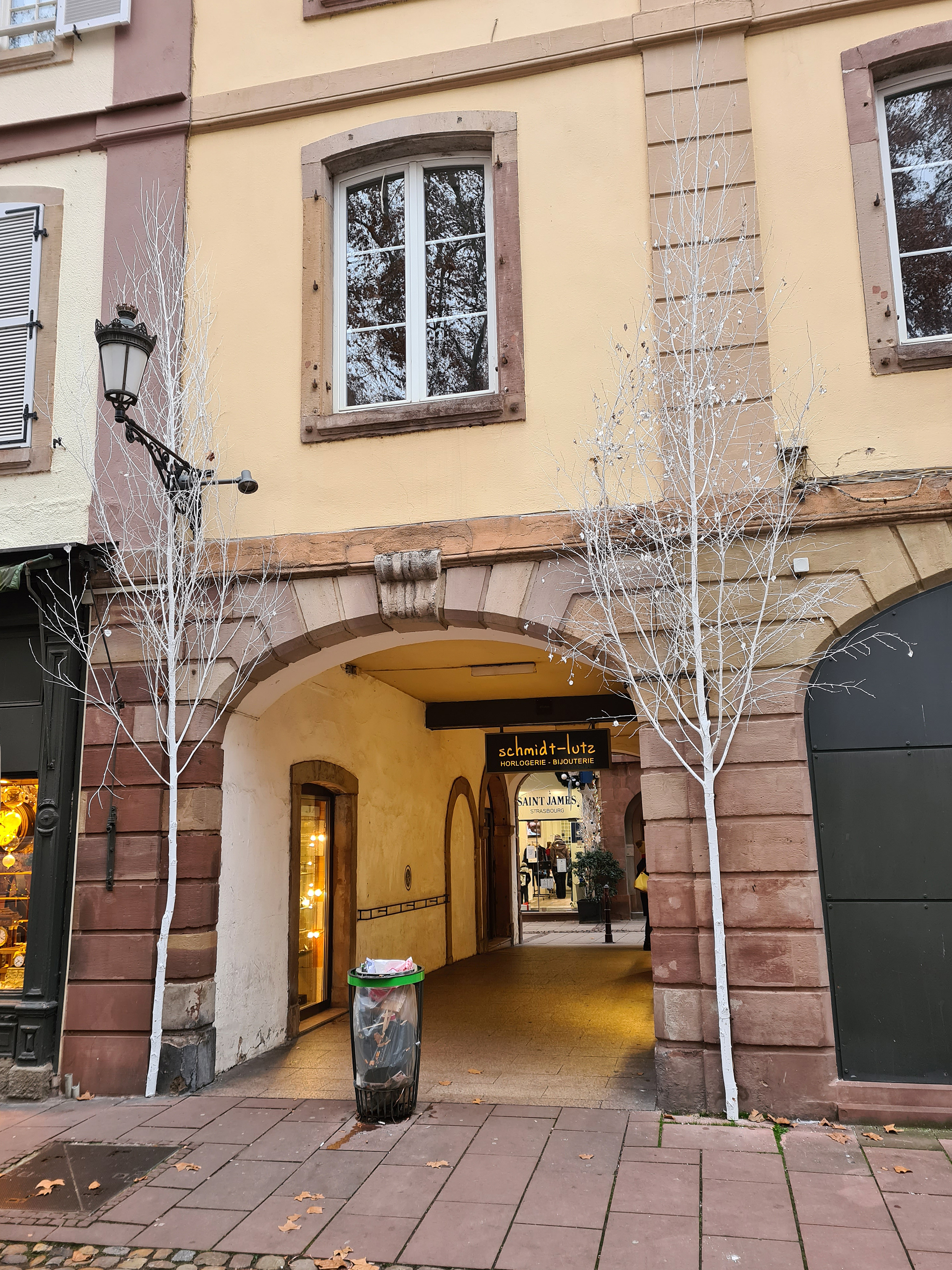
Vers la rue des Orfèvres.
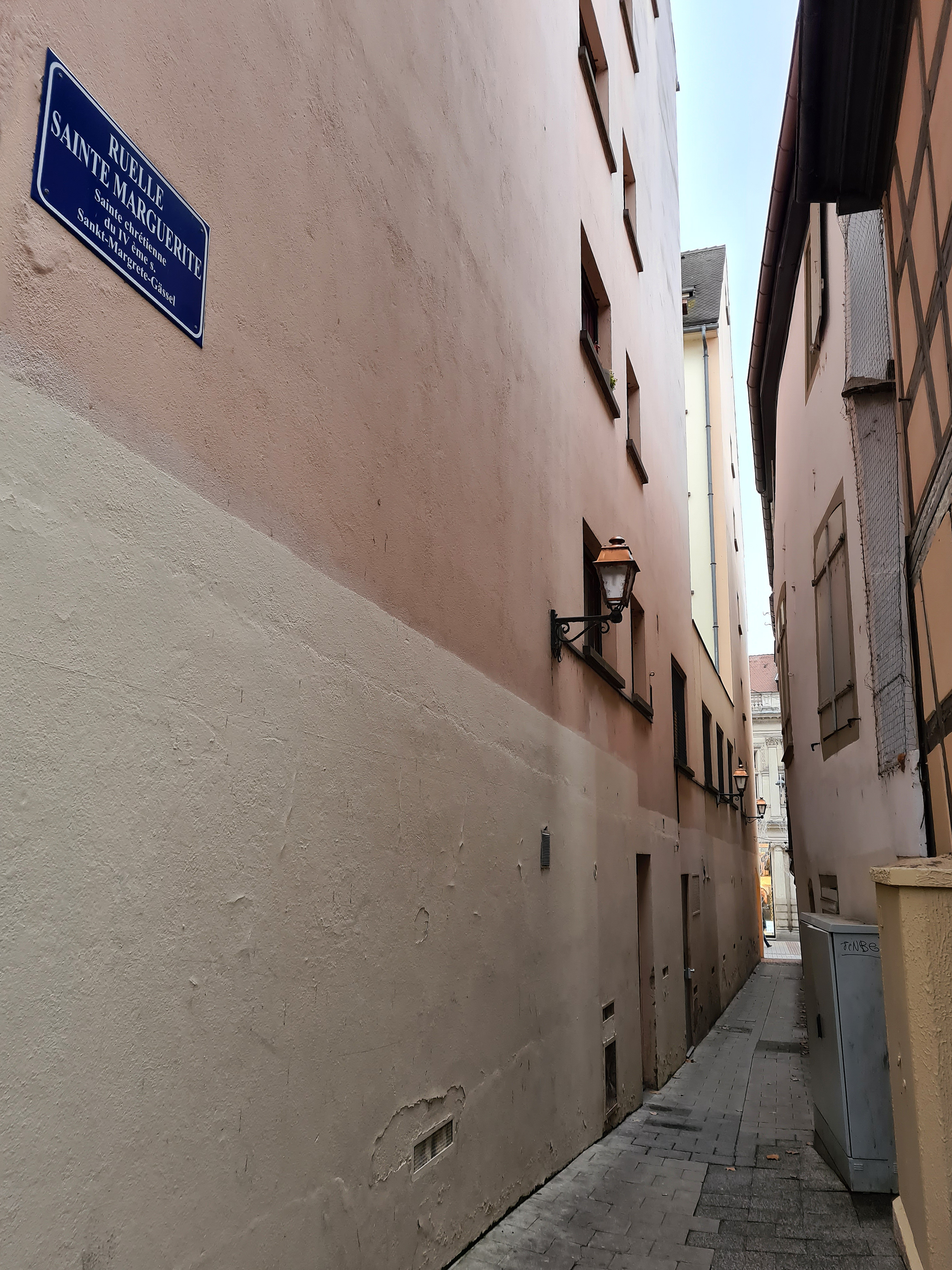
Vers la rue des Grandes-Arcades.

## Histoire

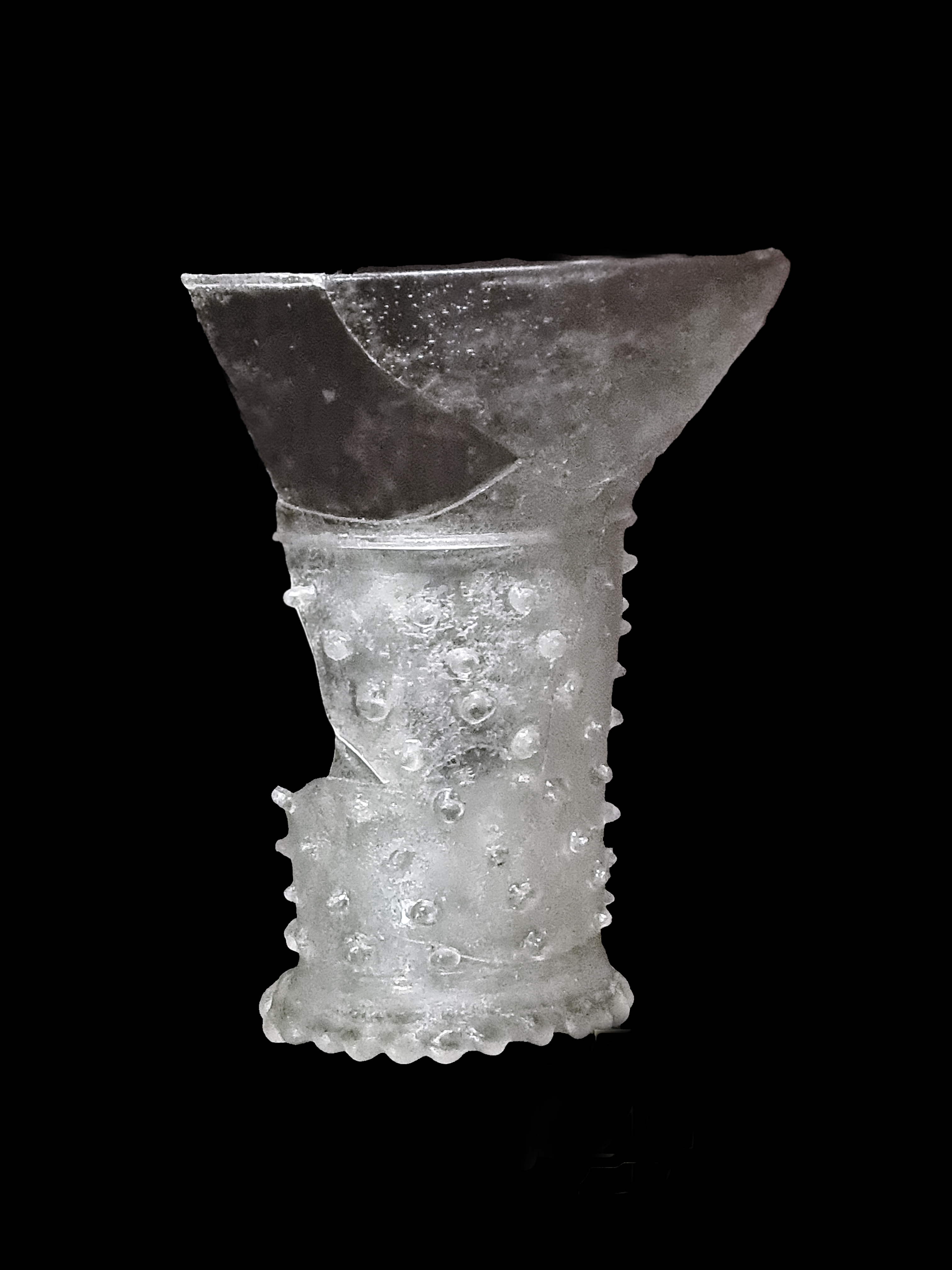
Gobelet de type Nuppenbecher des 13e-14e s. trouvé sur cet emplacement.

En 1738, la Ville achète l'hôtel de la Prévôté du Grand Chapitre dans la rue des Orfèvres. Son jardin est alors converti en marché. Selon Roland Recht, il s'agit d'une véritable opération d'urbanisme, rendue nécessaire par l'engorgement des zones commerçantes de la rue du Vieux-Marché-aux-Poissons, de la rue des Grandes-Arcades,  des places du Marché-aux-Grains et du Marché-aux-Herbes (future place Gutenberg). Aucun programme architectural n'est imposé par le Magistrat qui incite cependant les particuliers à y acheter des parcelles de terrain et à construire des maisons. Ces constructions ont vocation à masquer les immeubles de la rue des Grandes-Arcades à l'ouest, à délimiter la nouvelle place du Temple-Neuf au nord et à remplacer l'ancien hôtel de la Prévôté par les nos 10 et 12 de la rue des Orfèvres, qui est reliée à la place par un passage couvert. La Ville prend en charge l'érection au milieu de la place de trois baraques destinées aux échoppes de marchands. En 1831 la place est plantée de grands platanes. Puis les baraques sont retirées, remplacées par des étals de marchands de légumes et de fromage blanc (Bibeleskaes). Dans les années 1970, l'aménagement d'un parking à voitures les fait disparaître.

Vues historiques.
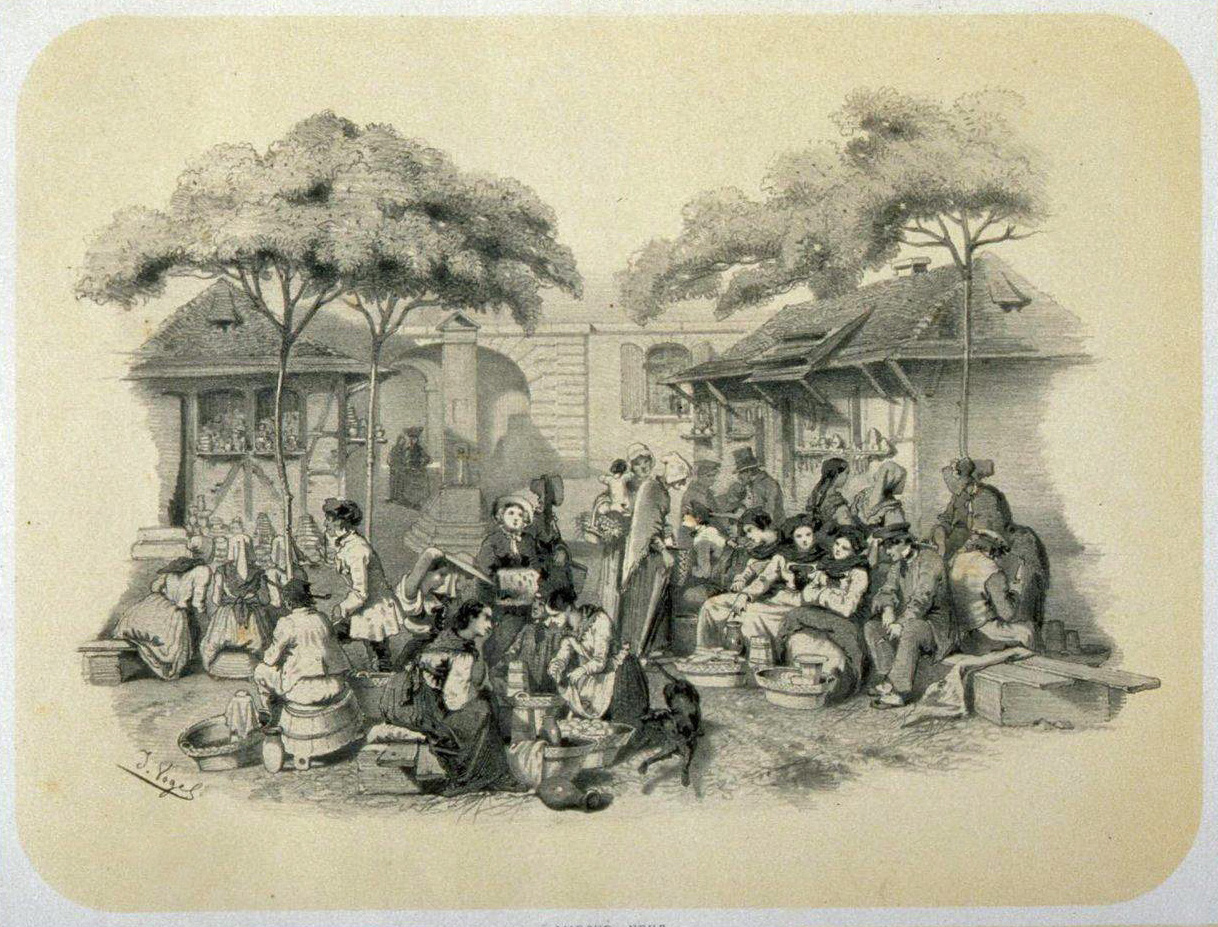
1851.
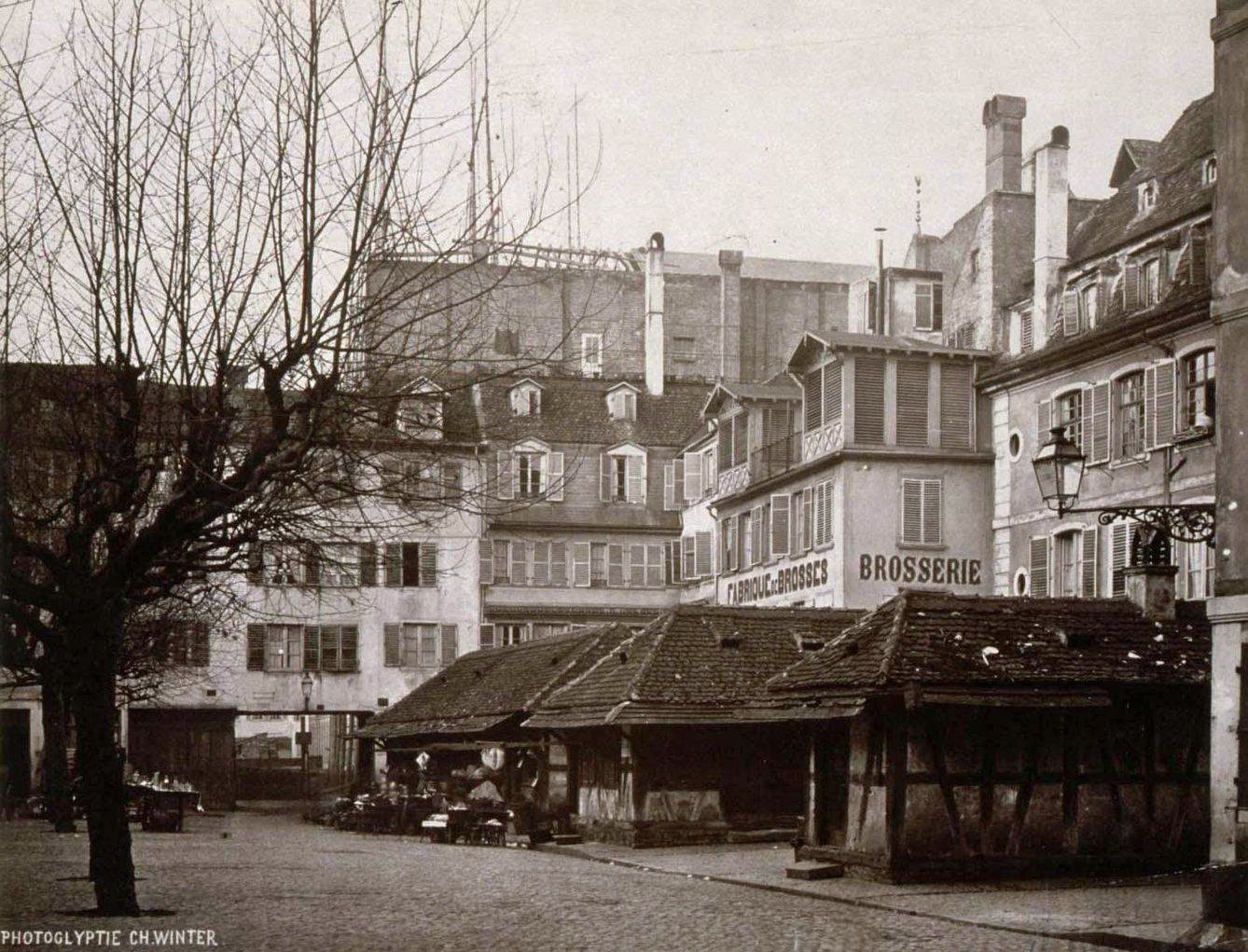
1875.
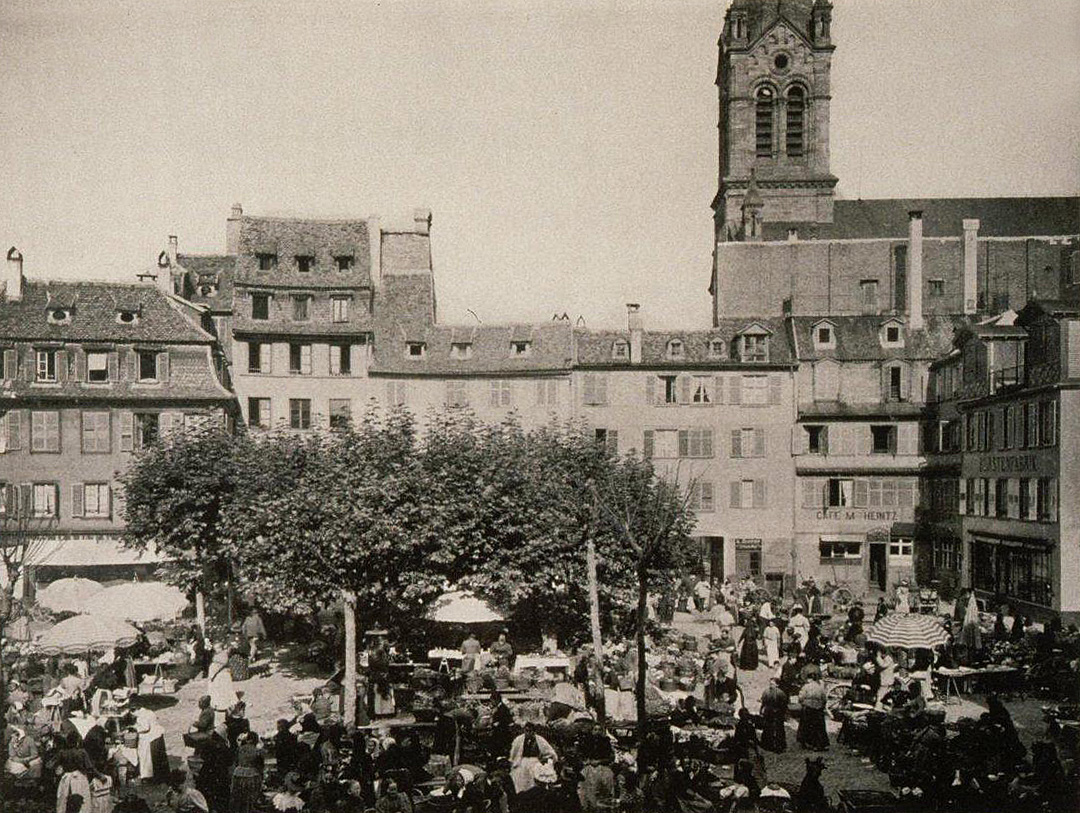
1897.
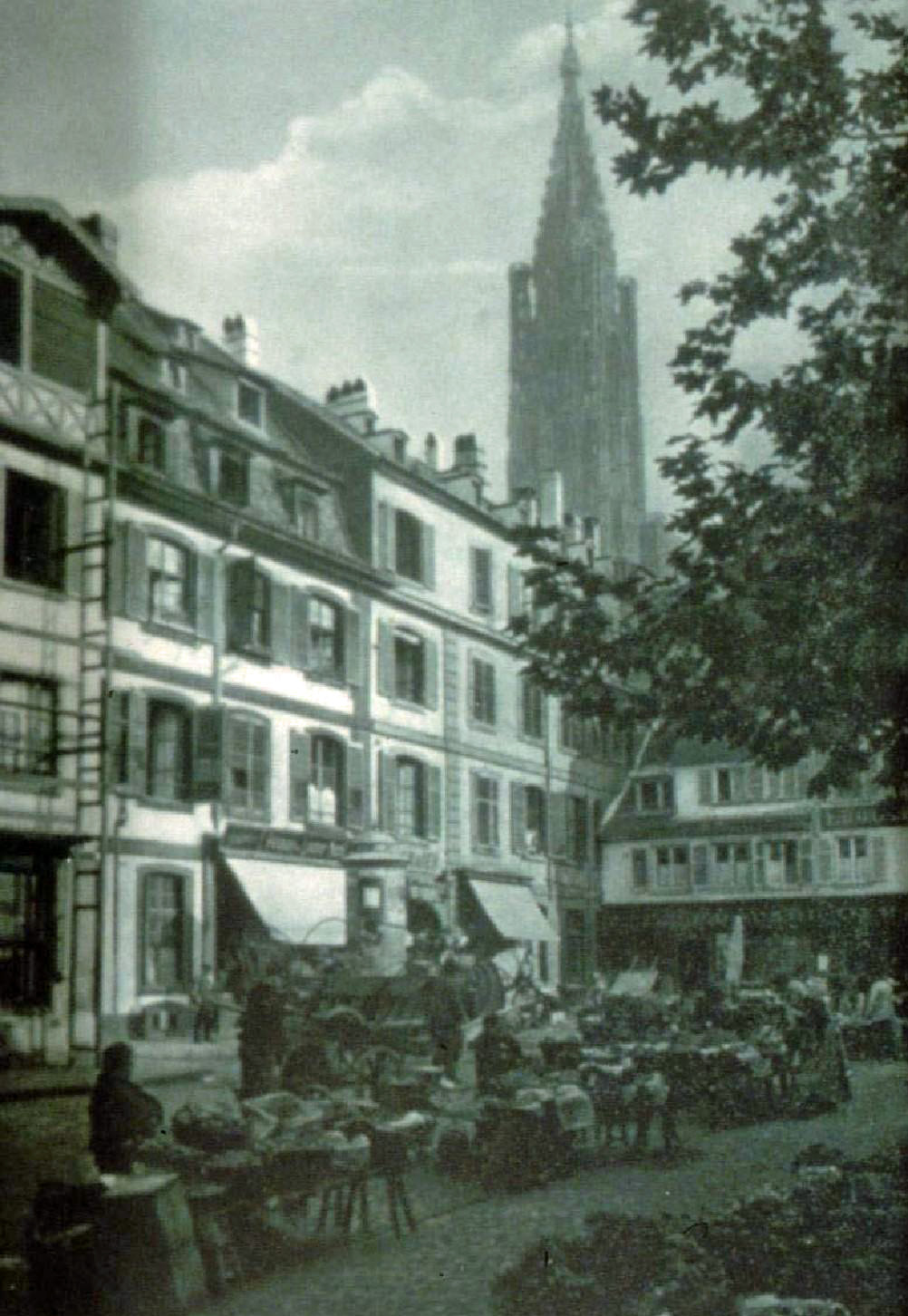
1919.

La place et les platanes, dont la circonférence des troncs les situe parmi les plus gros spécimens de platanes de Strasbourg, sont classés en PSMV (Plan de sauvegarde et de mise en valeur).

## Toponymie

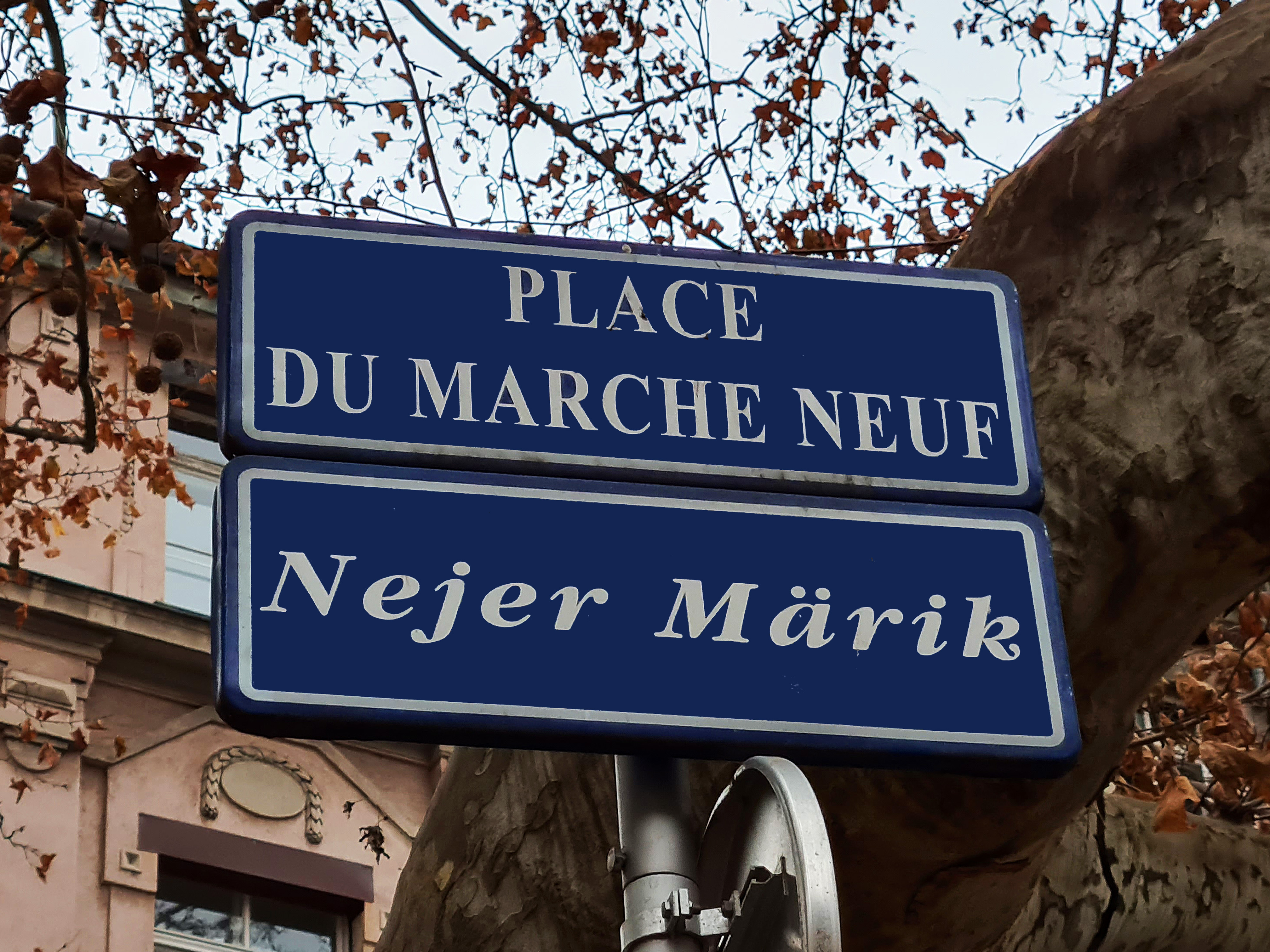
Plaque bilingue, en français et en alsacien.

La place porte successivement les dénominations suivantes, en allemand ou en français : Neukirchplatz (1738), Marché de l'Union (1794), Kleiner Neueukirchehof (1817), place du Marché-Neuf (1849, 1918), Neuer Markt (1872, 1940) et, à nouveau, place du Marché-Neuf à partir de 1945.
À partir de 1995, des plaques de rues bilingues, à la fois en français et en alsacien, sont mises en place par la municipalité lorsque les noms de rue traditionnels étaient encore en usage dans le parler strasbourgeois. La place est ainsi sous-titrée Nejer Märik.

## Bâtiments remarquables
La place est entourée de constructions de styles variés, de la maison à colombages du XVIIIe siècle à l'immeuble wilhelmien, jusqu'aux bâtiments contemporains.
En 1890, Adolphe Seyboth observe que toutes les maisons qui ont façade sur la place ne datent que de l'époque où la Ville fit l'acquisition de ce vaste terrain. Elles masquent alors en partie les murs arrière des nos 49 à 71 de la rue des Grandes-Arcades qui donnaient auparavant directement sur le jardin.

Architecture éclectique.
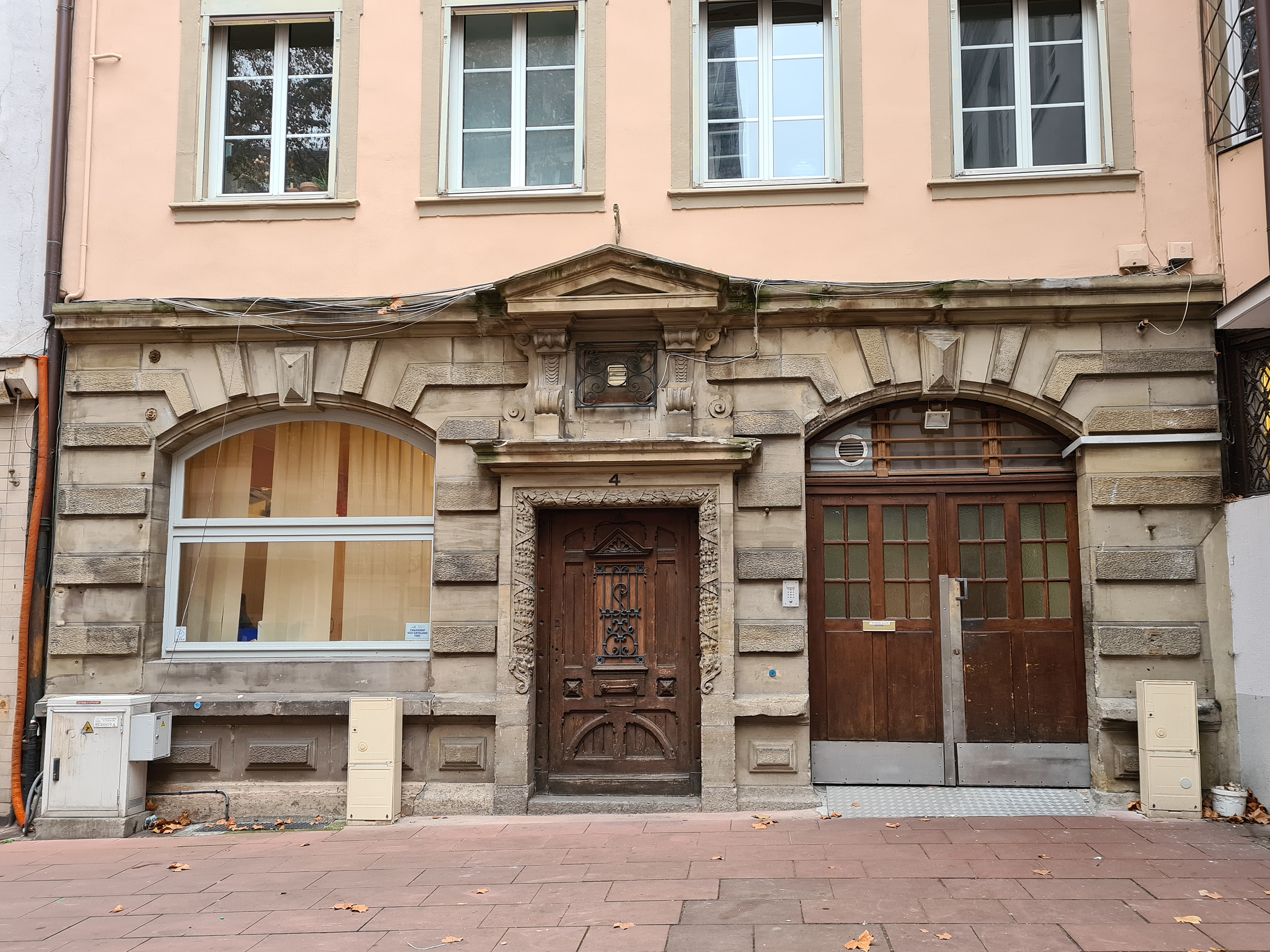
no 4.
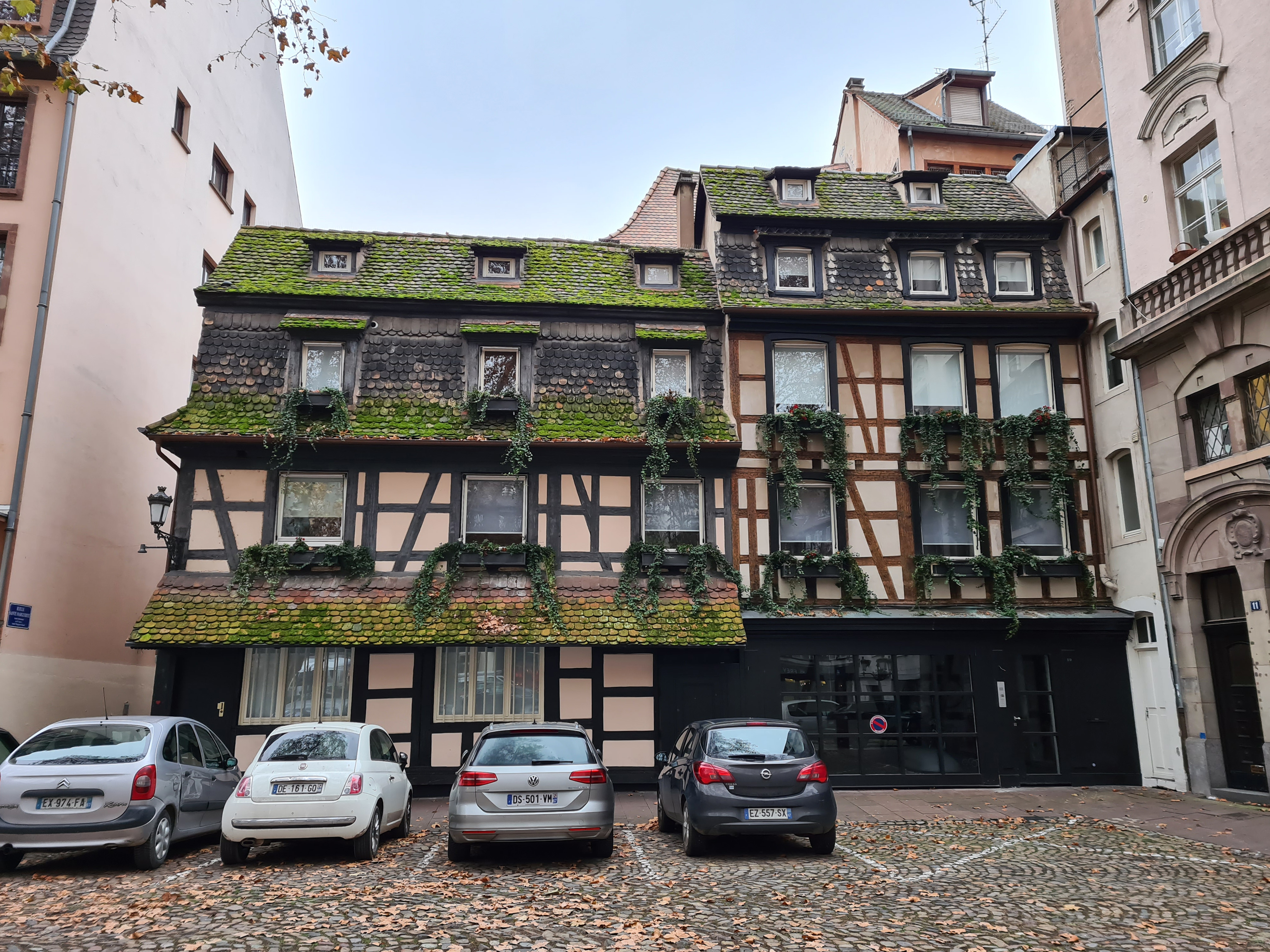
no 10.
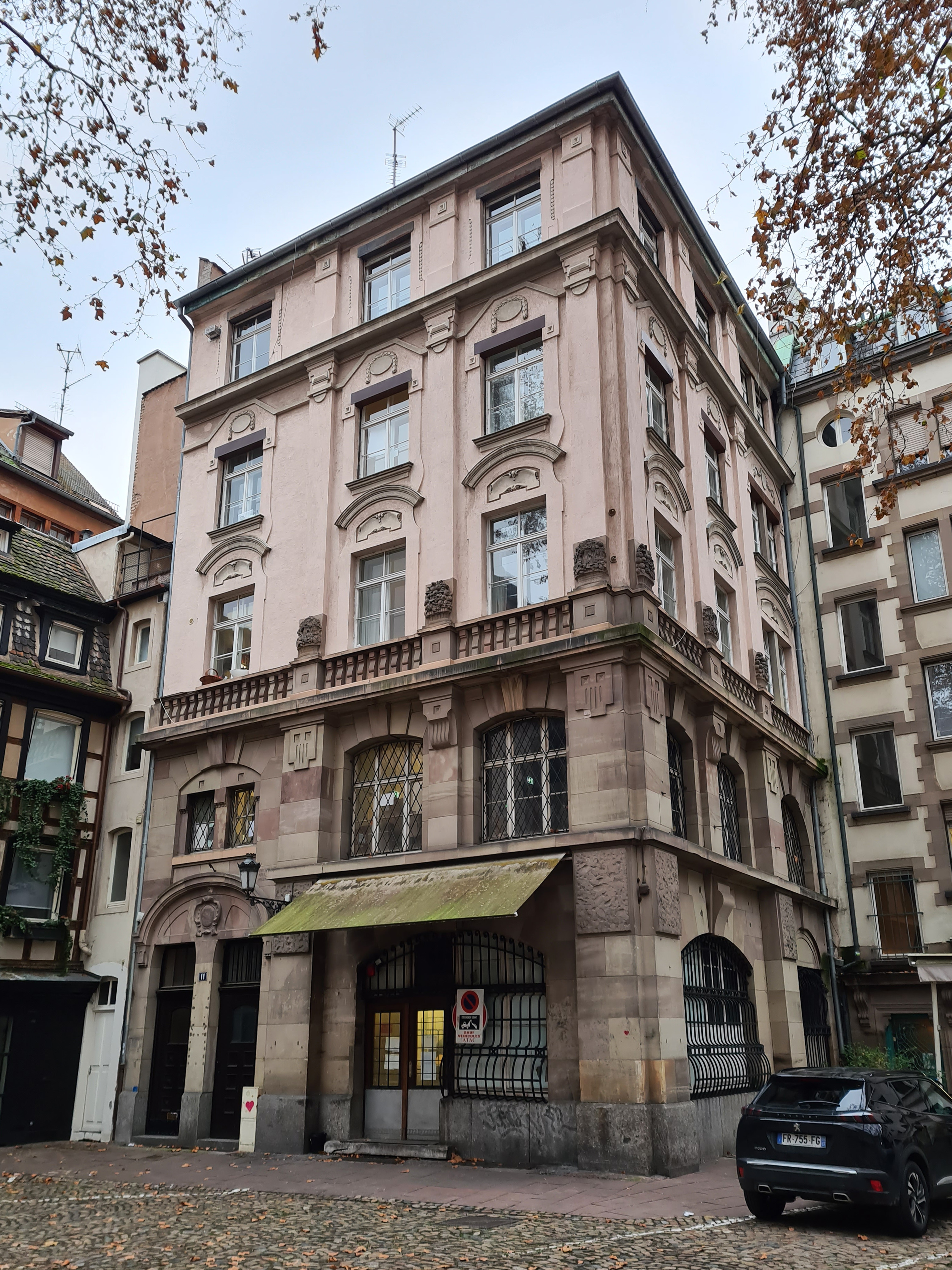
no 11.
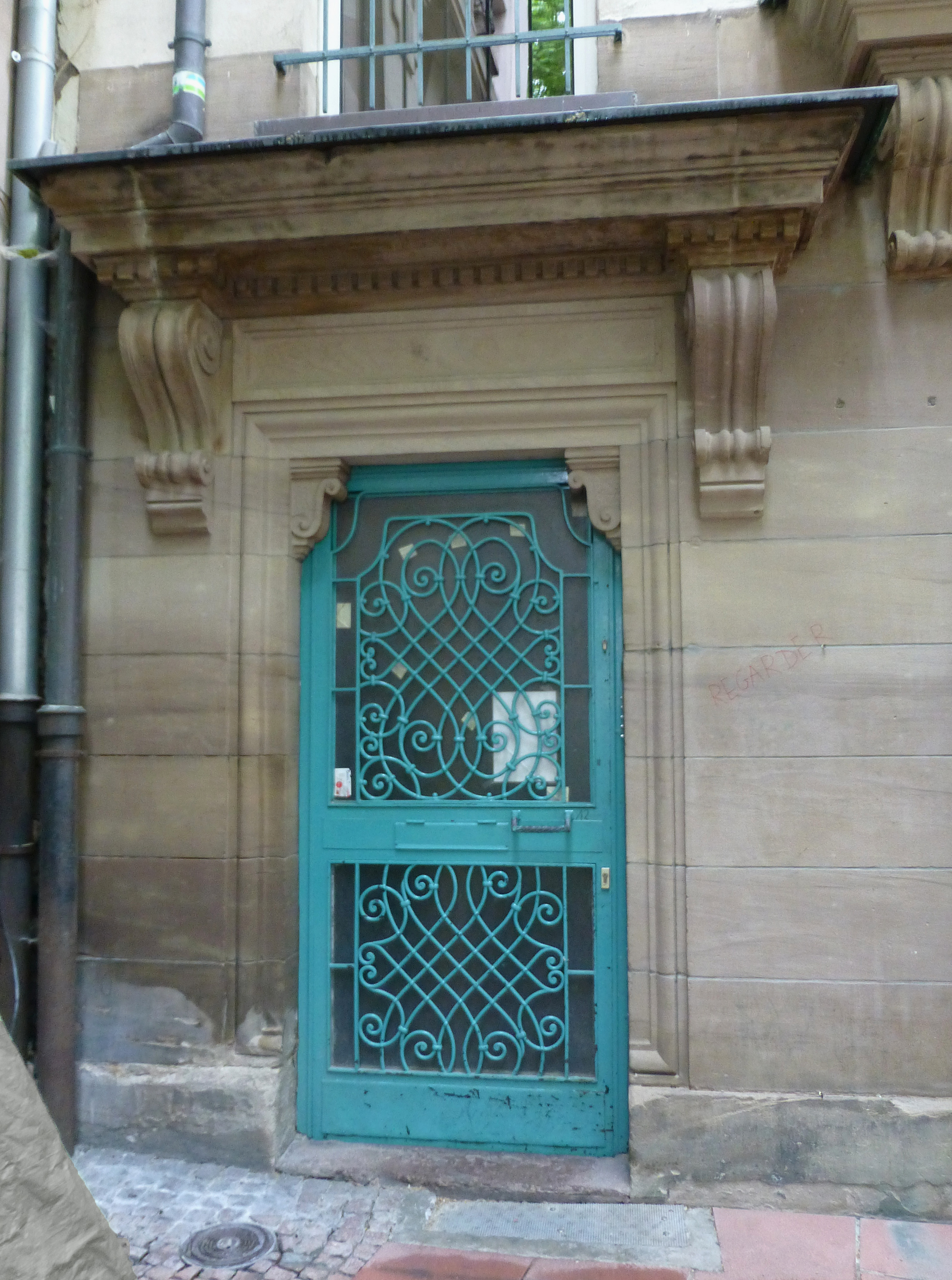